# ヴァルティスラフ10世 (ポメラニア公)
ヴァルティスラフ10世（ドイツ語：Wartislaw X., 1435年 - 1478年12月17日）またはヴァルチスワフ10世（ポーランド語：Warcisław X）は、ポメラニア＝ヴォルガスト＝バルト公（在位：1457年 - 1478年）。ポメラニア公ヴァルティスラフ9世とゾフィー・フォン・ザクセン＝ラウエンブルクの次男。

## 生涯
1457年に父ヴァルティスラフ9世が亡くなった後、ヴァルティスラフ10世はバルトとリューゲンを受け取ったが、1459年に兄のエーリヒ2世がスウプスク（シュトルプ）公領を手に入れた後に、エーリヒ2世からヴォルガスト公領も継承した。
ヴァルティスラフ10世は2度結婚した。最妃は妃はブランデンブルク＝クルムバッハ辺境伯ヨハンとバルバラ・フォン・ザクセンの娘エリーザベトで、ポメラニア＝シュチェチン公ヨアヒム1世の未亡人で最後のシュチェチン公オットー3世の母であった。この結婚は、ヴァルティスラフ10世が未成年で公領を継承したオットー3世の後見人を短期間務めたことを意味した。ヴァルティスラフ10世とエリーザベト間の2人の息子、すなわちエアトマールとスヴァンティボルは1464年に同じ疫病で亡くなり、オットー3世も亡くなった。エリーザベトはおそらく1465年にブランデンブルクのために行った政治的活動を理由に夫に離婚された。離婚後にヴァルティスラフ10世は、1472年にメクレンブルク＝シュタルガルト公ハインリヒとマルガレーテ・フォン・ブラウンシュヴァイク＝リューネブルクの娘マグダレーネと結婚した。この結婚では子供は生まれなかった。
オットー3世の死後、ブランデンブルク辺境伯との戦争の後に、わずかな領土の損失と選帝侯の主権を受け入れて、兄エーリヒ2世とともにシュチェチン公領を継承したが、実際にはこの公領の権力は兄エーリヒ2世が握っていた。1474年にエーリヒ2世が亡くなった後、ヴァルティスラフ10世は甥のボギスラフ10世と共同で統治した。ブランデンブルクとの戦いを指揮し、ガルツとその周辺地域を取り戻した。
ヴァルティスラフ10世は1478年12月17日にバルトで死去し、領地は甥のボギスラフ10世が継承し、ポメラニア公領を統一した。ヴァルティスラフ10世はノイエンカンプ（ノヴォポレ、現在のフランツブルク）のシトー会修道院に埋葬された。